# 埃特勒谢
埃特勒谢（法語：Étrechet，法語發音：[etʁəʃɛ]）是法国安德尔省的一个市镇，属于沙托鲁区。

## 地理
埃特勒谢（46°46'43"N, 1°47'5"E）面积17.89 平方千米，位于法国中央-卢瓦尔河谷大区安德尔省，该省份为法国中部省份，北起卢瓦-谢尔省，西北接安德尔-卢瓦尔省，西南接维埃纳省，南至克勒兹省和上维埃纳省，东临谢尔省。
与埃特勒谢接壤的市镇（或旧市镇、城区）包括：阿尔当特、沙托鲁、代奥勒、迪奥尔、马龙、勒潘索内。
埃特勒谢的时区为UTC+01:00、UTC+02:00（夏令时）。

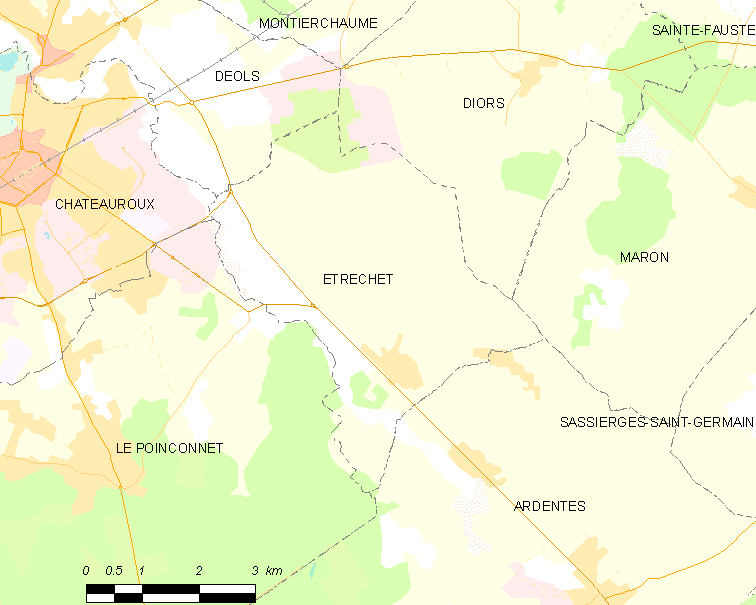
埃特勒谢的OSM定位图

## 行政
埃特勒谢的邮政编码为36120，INSEE市镇编码为36071。

## 政治
埃特勒谢所属的省级选区为阿尔当特县。

## 人口

1962-2008年间埃特勒谢人口变化图示

埃特勒谢于2022年1月1日时的人口数量为1002人。